# Trapiche, Veracruz
Trapiche är en ort i Mexiko.   Den ligger i kommunen Tantoyuca och delstaten Veracruz, i den sydöstra delen av landet, 230 km norr om huvudstaden Mexico City. Trapiche ligger 164 meter över havet och antalet invånare är 588.
Terrängen runt Trapiche är huvudsakligen platt, men åt sydost är den kuperad. Runt Trapiche är det ganska tätbefolkat, med 72 invånare per kvadratkilometer. Närmaste större samhälle är Tantoyuca, 6,0 km öster om Trapiche. Trakten runt Trapiche består till största delen av jordbruksmark.